# Třebíč

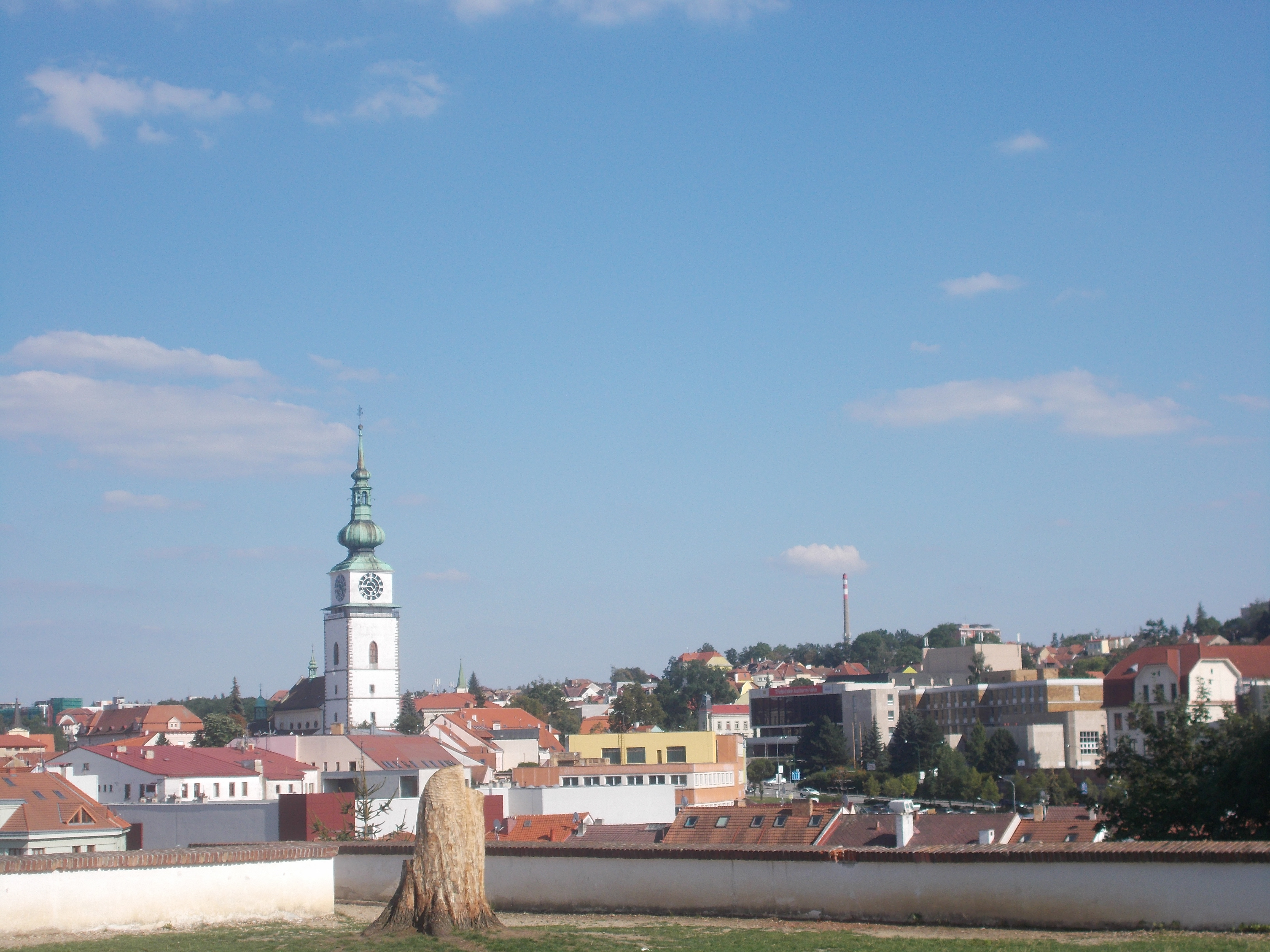
A város látképe a Szent Procopius-bazika felől nézve

Třebíč (IPA: [ˈtr̝̊ɛbiːtʃ;], neve eredetileg hímnemű, jelenleg nőnemű szó, német neve Trebitsch) város Morvaország nyugati részén, Vysočina délkeleti táján, egykori járási székhely.

## Fekvése, földrajz
A Jihlava folyó partján fekszik, 30 km-re délkeletre Jihlava városától, és 56 km-re nyugatra Brnótól. A város legmagasabb pontja a déli részben Kostelíček, a legalacsonyabb pedig a folyóparti városrész. Klímája mérsékelt, időnként esős.

## Története
A város elnevezése a legnagyobb valószínűség szerint a latin in silva trebecensis (Třebeči erdő) elnevezésből ered, melyet a Kosmova krónikaként ismert, az itteni kolostorban keletkezett helyi dokumentumban találunk.
A hímnemű elvezés a třebiti szóból eredeztethető, amelynek jelentése: favágó, fanyűvő, ebből következtetnek arra, hogy a város helyén egykor sűrű erdőség állt, ez azonban meglehetősen valószínűtlen.

### Középkor
A város első emlékei 1101-ből valók, amikor Oldřich Brněnský és Litold Znojemský morva hivatalnokok megalapították itt a bencés kolostort. A kolostor első épülete a szent Benedek templom volt, melyet 1106-ban szenteltek fel. Körülbelül a 13. század második felére épült fel a kolostor újabb szárnya és a szent Procopius bazilika.
A legelső irat, melyben Třebíč városként szerepel 1277-es keltezésű. 1335-ben kapott várépítési és városi jogokat IV. Károlytól és Luxemburgi Jánostól. 1468-ra a város teljesen rommá lett a Podjebrád György és Hunyadi Mátyás között zajló háború folytán, sőt néhány évre teljesen meg is szűnt létezni.

### Újkor
Třebíč későbbi története sem szerencsésebb: a város több ízben leégett, így csupán néhány reneszánsz stílusú épület maradt fenn. Třebíč a Pernštejn család tulajdonába került, majd 1525-ben elküldték innen a szerzeteseket, és bezárták a kolostort. Két évvel később, 1527-ben a város a Doubravici Buriana Osovský birtoka lett. A Doubravici Osovský nemzetség meghatározó szerepet játszott a város fejlődésének történetében. A pecsétjog megszerzését követően a város 1582-ben a Valdštejnek kezébe került. A 17. század második felében a szent Márton plébánia esperesi rangra emelkedett. Ez az esemény rendkívül megerősítette a rekatolizáció folyamatát. A 18. század második felében a várost és egész Morvaországot éhhalál fenyegette.

### 19. és 20. század
1821-1822-ben a városban hatalmas tűzvész pusztított tíz évvel később pedig kolerajárvány tört ki. Eközben 1830-ban az egyik legnagyobb árvíz lepte el a várost. 1850 után a városban egymás után megtelepedett a takarékpénztár (1863), a Nemzeti ház és a gimnázium (utóbbi kettő 1871-ben). 1885-ben alakult meg a Cyrill és Metód testvériség a Károly téren, egy évvel később pedig a várost csatlakoztatták a vasúthálózathoz. A 20. század elején Jaroslav Bakeš orvos kórházat alapított itt. A harmincas években a bőrgyárakat megvásárolta Tomáš Baťa, aki a Borovina városrészben ikerházakat építtetett. A 70-es években kezdtek lakótelepek, iskolák és egyéb infrastruktúra építésébe a Dukovanyban álló elektromos művek miatt. 1985-ben a városban ismét hatalmas árvíz pusztított, a későbbi 2005-ös és 2006-os évekhez hasonló mértékű. 2003 óta a třebíči zsidó negyed és a Szent Procopius bazilika a világörökség részét képezi.
Jelenleg Třebíč élénk az építési kedv, újabb és újabb üzletek nyílnak (itt létesült Csehországban az első Spar szupermarket) és fejlődnek a vállalkozások.

## Városrészek, népesség

Třebíč városrészeinek térképe

1989 után néhány városrész önállósult. A város ma 17 részre oszlik, ebből 10 a városon belülre esik, 7 pedig a város közvetlen közelében van.
A 2001-es népszámlálás adatai szerint Třebíčben 4895 ház található, lakosainak száma 39021 fő, a legutóbbi, 2007-es adatok szerint pedig 38882 fő.
A település népessége az elmúlt években az alábbi módon változott:
| Lakosok száma | 7886 | 10 805 | 17 191 | 19 142 | 39 316 | 37 095 | 36 330 | 35 451 | 34 415 | 34 530 |
|               | 1869 | 1900   | 1921   | 1961   | 1991   | 2014   | 2017   | 2020   | 2022   | 2025   |

## Látnivalók, érdekességek

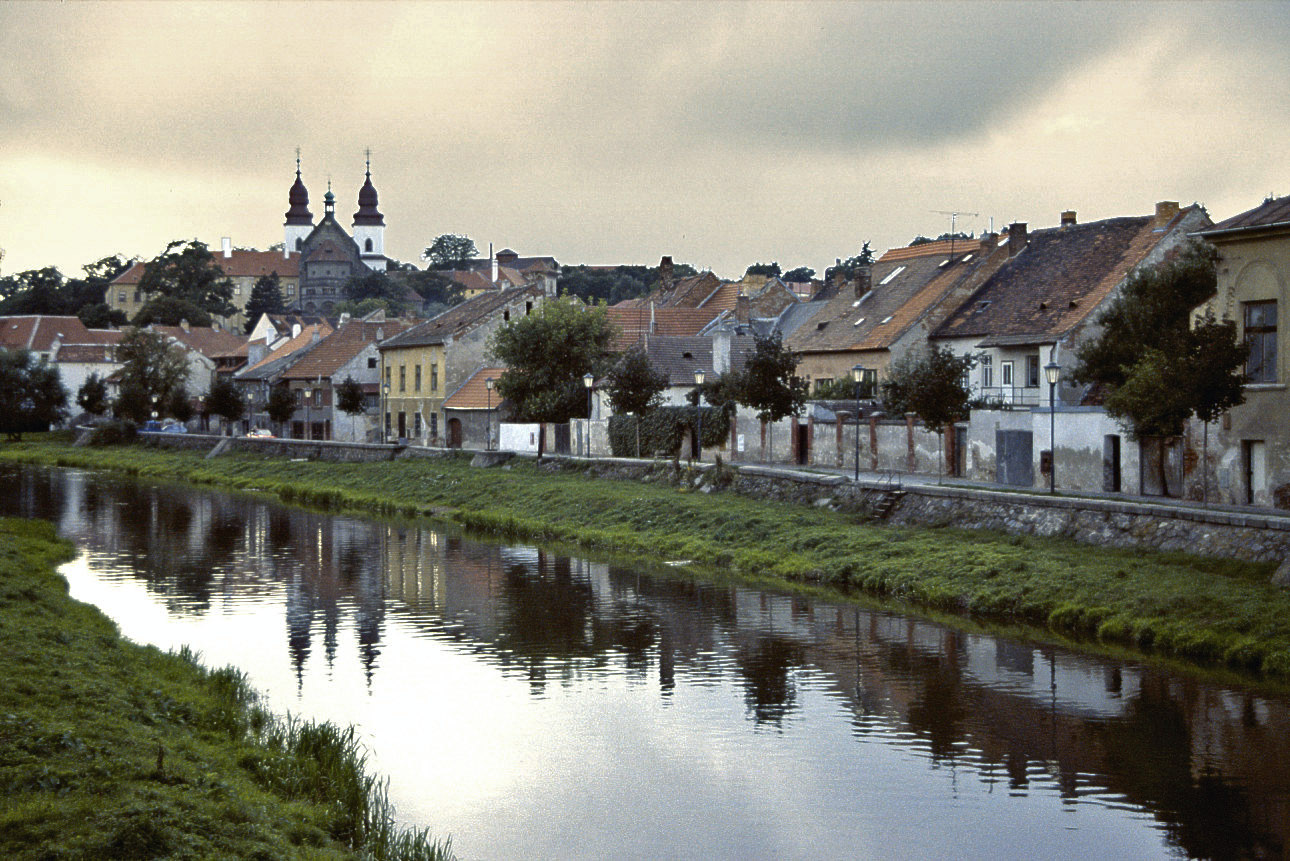
A zsidó gettó részlete

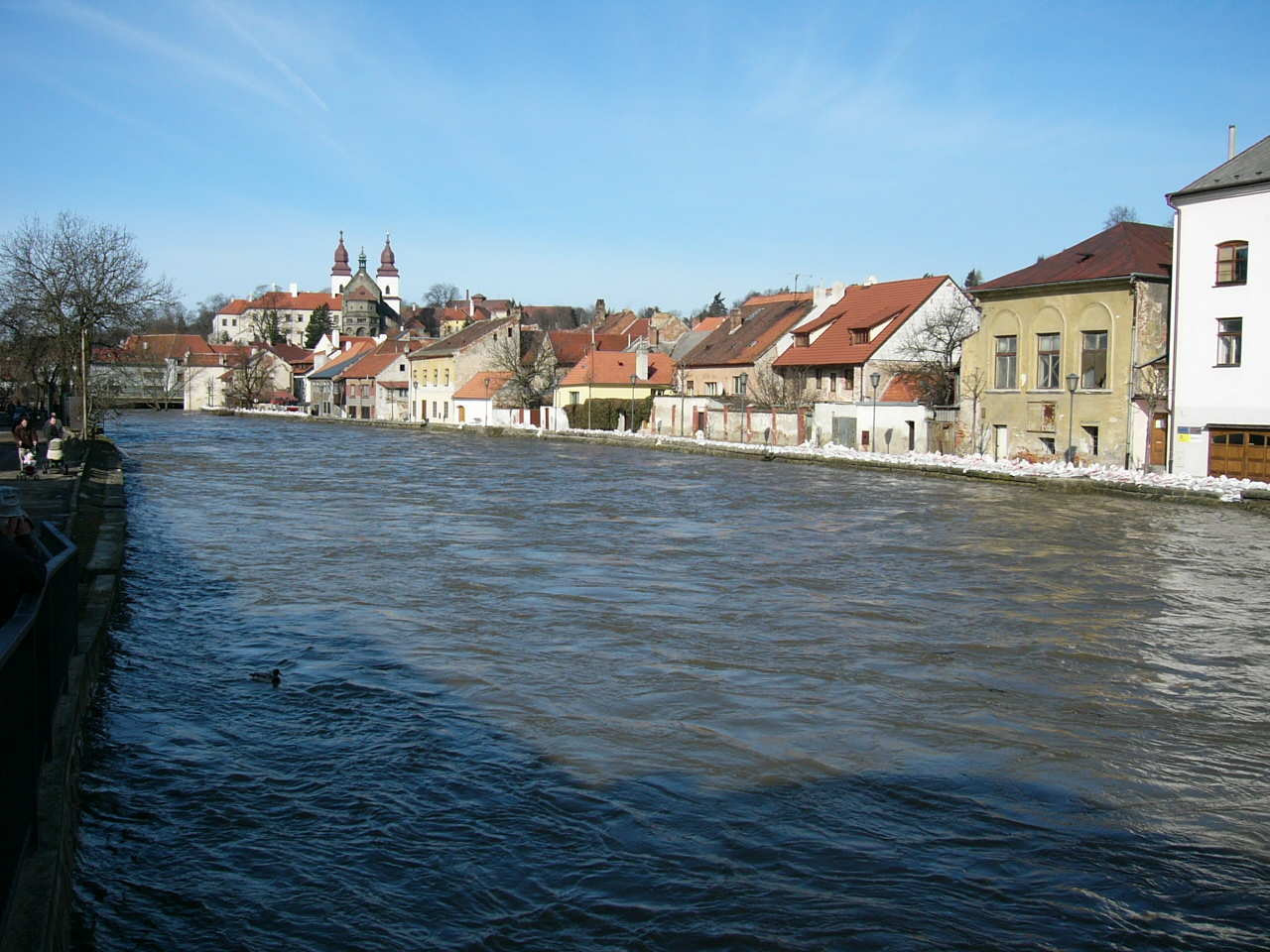
A 2006-os árvíz

Třebíč a világörökségi helyszíneken kívül számos műemlék és jelentős épület városa. A városközpontban található a Karlovo náměstí (Károly tér), ami Csehország egyik legnagyobb tere.

### Zámostí és Podklášteří

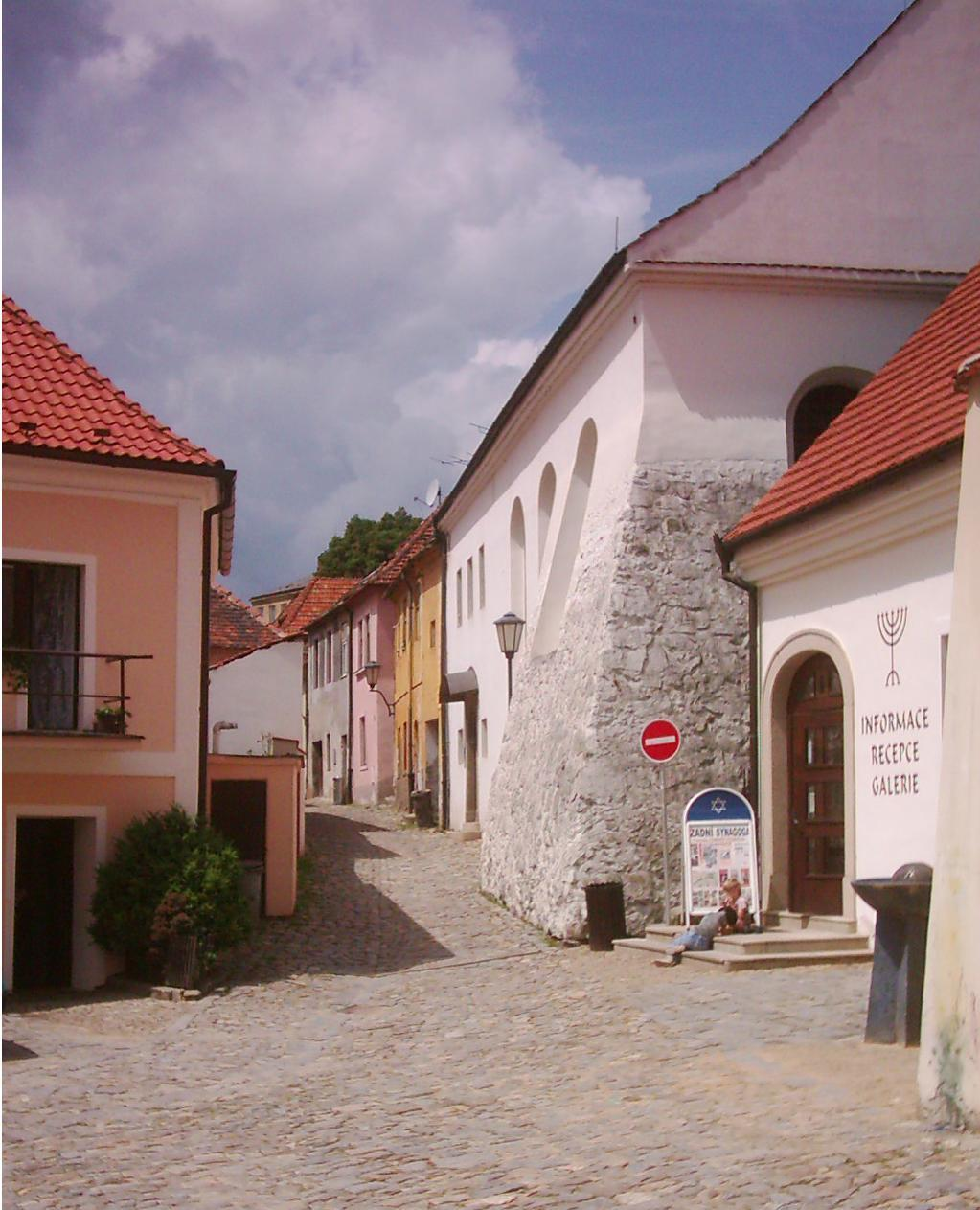
A hátsó zsinagóga

A Jihlava folyó bal partján, a Zsidó avagy Zámostí néven ismert helyen terül el Európa egyik legnagyobb Třebíč zsidó negyede. A třebíči zsidónegyed olyan, Izraelen kívüli zsidó emlék, amely teljes egységében került az UNESCO világörökségi listájára. Girbegurba utcácskákban eredeti házak állnak, boltíves átjárók és számos más tipikus elem. A városháza, a rabbinátus, a kórház és a műemléképületek többsége ma már nem tölti be eredeti funkcióját.
A Podklášteří városrészben áll a Szent Procopius bazilika, amely szintén a világörökség része. Valamikor itt működött a bencés apátság, amelyet 1101-ben zártak be. A kolostor az idők során vallási központ és katonai erődítmény volt, ezt a pozícióját egészen a huszita háborúkig megtartotta. 1468-ban magyar katonák foglalták el. A későbbiekben a kolostort vár alakúra építették. Ma ez a Vysočiny múzeum otthona.

### Belváros
A város központját a Károly tér alkotja, amit az itteniek csak rynek (mérce) néven emlegetnek, mivel a város alapításakor ezen a 22 000 m² területen zajlottak a piacok. Méretében kevéssel marad el a prágai Vencel tér mögött, így a múltban a tér méretét a királyi városhoz hasonlították. A 19. század elején a tér még reneszánsz és barokk jegyeket viselt magán, amelyek az 1822-es tűzvészben pusztultak el. Ma vásárok, kulturális események (például a Bramborobraní), ünnepségek helyszíne a tér, és itt ünneplik a třebíči világörökségi helyszínek felvételét is.
A város legmagasabb pontján emelkedik a Szent Márton templomhoz tartozó 75 méter magas torony. Ennek közelében áll a kapucinus templom és a Szent Václav és Szent Ludmilla templom, valamint az evangélikus templom. A Károly téren található a Malovaný dům (Festett ház), ahol a galéria és az információs központ működik, és a Černý dům (Fekete ház), ami egy étterem és a Cirill és Metód testvériség épülete.

### Óváros
A város keleti, Borovina városrész irányába eső felét Stařečka néven emlegetik. Itt található a Szent kereszt felmagasztalása kápolna Třebíč legmagasabb pontján, a Kostelíček (Templomocska) elnevezésű klubhelyiséghez közel, ahol eredetileg csillagvizsgáló épült volna, ma a helyi cserkészek találkozóhelye. A kereszt alakú kápolna Jan Fulík műkedvelő építész alkotása 1644-ből.
A Jihlava folyó partján fekszik a Polanka strand is. Az 1933-ban létesített faöltözők még mindig remek állapotban szolgálják eredeti céljukat. A tervezés Bohuslav Fuchs munkája volt. Itt zajlottak 1992-ben a Játék határok nélkül vetélkedői, amiket a helyi csapat meg is nyert, és a döntő után az Azori-szigetekre utazhattak jutalomként. Az úgynevezett Kanciborkán áll a szélmalom, amely bőrhulladék feldolgozására használtak, ma azonban már nem működik.

## Közlekedés
- Kerékpárral: 2007-ben jelentették be hivatalosan a Jihlava–Třebíč–Raabs kerékpárút megnyitását.[6] A Polance határában kezdődő másik kerékpárút a Třebíči kör nevet viseli.
- Légi: A város határában sportrepülőtér található.
- Városi: A városban autóbuszokkal biztosítják a tömegközlekedést.
- Közúti: A város a 23-as számú Písek–Brünn között húzódó közúton közelíthető meg.
- Vasúti: A városon halad keresztül a Jihlava–Brno közötti vasútvonal. Két állomás található itt: Třebíč és Třebíč–Borovina. Jelenleg a teljes vasútvonal felújítását és villamosítását, valamint Třebíč állomás rekonstrukcióját készítik elő.

## Kultúra

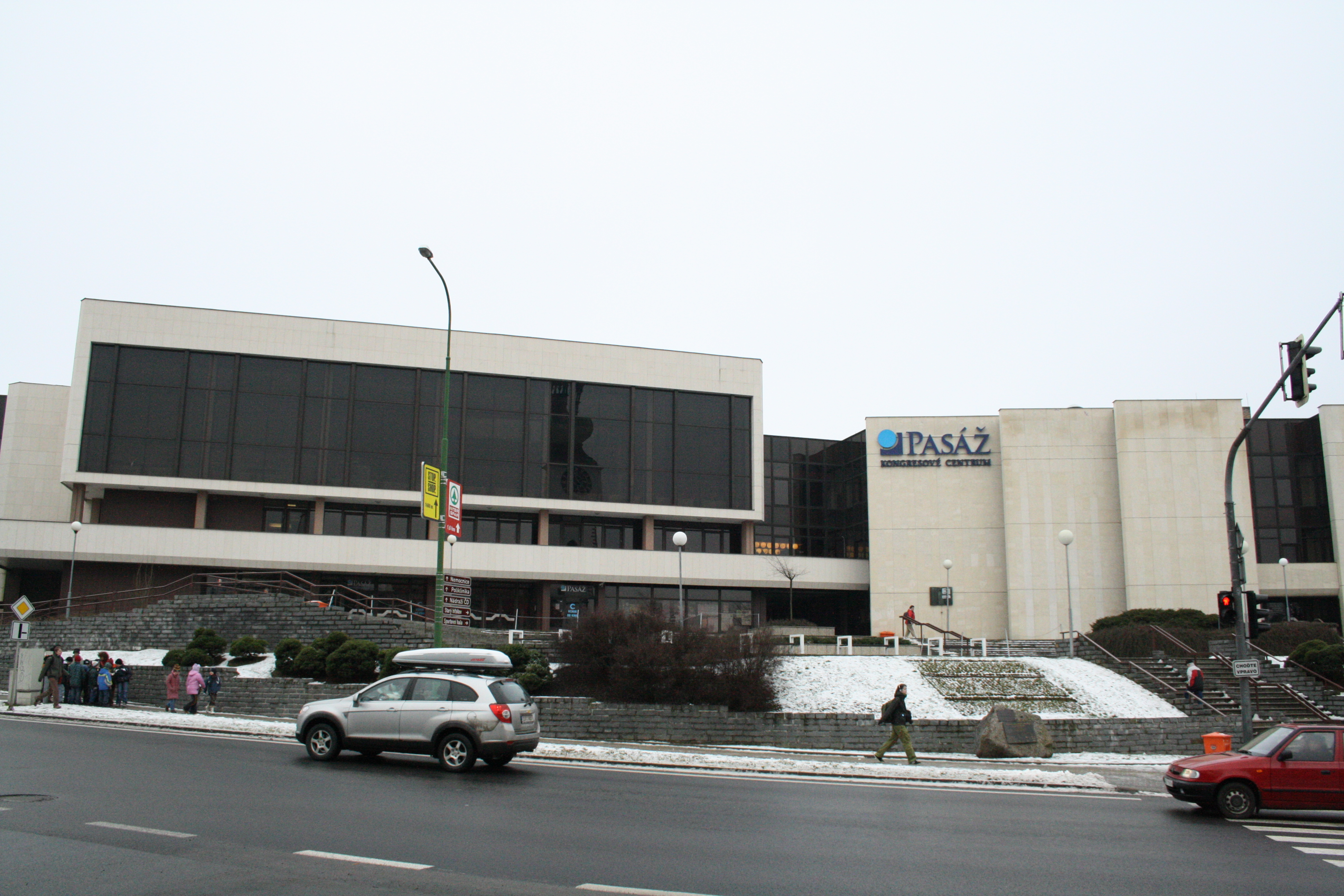
A Divadlo Pasáž (Passzázs Színház)

Třebíč kulturális élete a Masaryk téren 2006-ban nyílt Divadlo Pasáž (Passzázs Színházban) és az azonos nevű moziban folyik. Zámostí címmel zenei fesztivált, Šamajim címmel zsidó kulturális fesztivált, Třebíči Harang címmel kisebbségi fesztivált, Bramborobraní címmel pedig népművészeti fesztivált rendeznek itt. Minden májusban és márciusban megrendezésre kerül a színházfesztivál (Divadelní Třebíč és Festival divadla 2-3-4 herců), valamint Třebíč egyike annak a 13 városnak, ahol a Concentus Moraviae elnevezésű nemzetközi komolyzenei fesztivál eseményei zajlanak.
2002-ben Zámostí városrészben állandó kiállítás nyílt Ladislav Novák emlékére. Az alkotó néhány műve a Ráchel borozóban is megtekinthető.
A városban található ezeken kívül a Vysočiny múzeum, amely a Szent Procopius bazilika, a Festőház galéria, valamint a hátsó zsinagóga termeit foglalja magában. Az éjjeli égboltot a csillagvizsgálóból kémlelhetjük, a gyerekek járhatnak a helyi cserkészcsapatban, evezhetnek a Sokol csapatában, és számos más érdekes tevékenységben is részt vehetnek.
A Károly téren álló Kultúrház rengeteg zenés előadás színhelye, csakúgy, mint a Fórum, és néhány további klub, például a Béčko, Golem (amely azelőtt Ponorka, Florida, Black&White neveken működött), Roxy, Caribic.

## Ipar

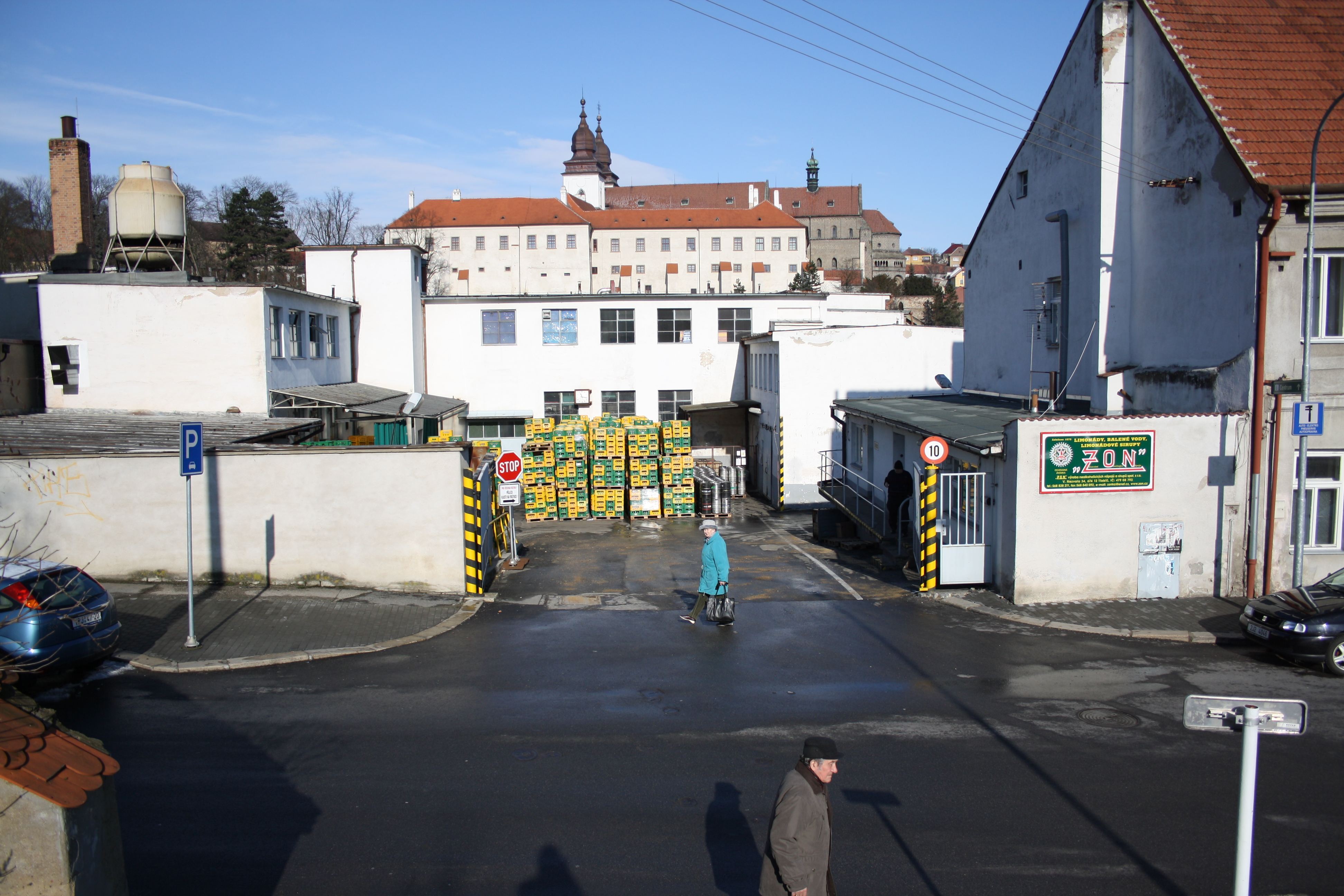
ZON limonádé– és szörpgyár

Třebíčben hosszú ideje meghonosodott a bőrfeldolgozó és cipőgyártó ipar hagyománya. Az eredetileg Borovina városrészhez tartozó Budischowski cég bőrgyárát Tomáš Baťa zlíni vállalkozó vásárolta meg. 1936-ban megkezdődött a Baťa gyár építése František Gahura, Vladimír Karfík és Miroslav Lorenc építészek tervei alapján. Később ezekben az épületekben működött a BOPO lábbeligyártó cég, valamint a Trepon zokni- és harisnyagyártó. A gyártósorokat mára szétszedték, alkatrészeiket aukciókon értékesítették, az üzemépületeket pedig csak részben használják.
A gyártelepen működik az Uniplet kötőgépgyártó cég, a környezetvédő autóbuszgyártó TEDOM, amelynek járműveit a helyi tömegközlekedés is használja, az építő és beruházó szolgáltató S.O.K., valamint az Első Brünni Gépgyár (První Brněnské Strojírny).
További nagyobb třebíči cégek:
- Outulný – építőipari cég
- UNICODE SYSTEMS – töltőállomások felszerelését gyártó cég
- ZON – limonádé– és szörpgyár
- TIPA – utazási iroda, mélyhűtött termékek forgalmazása, autóforgalmazás, és egyéb tevékenységek
- I&C Energo – kupříkladu

További nagyobb vállalkozások a Třebíči járásban:
- JEDU (Dukovany) – elektromos művek, az egyik legnagyobb foglalkoztató
- Mann+Hummel (Nová Ves)
- Tusculum (Kožichovice)
- Motorpal (Jemnice)
- BEL Sýra (Želetava)[8]

## Třebíč híres szülöttei és lakói
Sportolók:

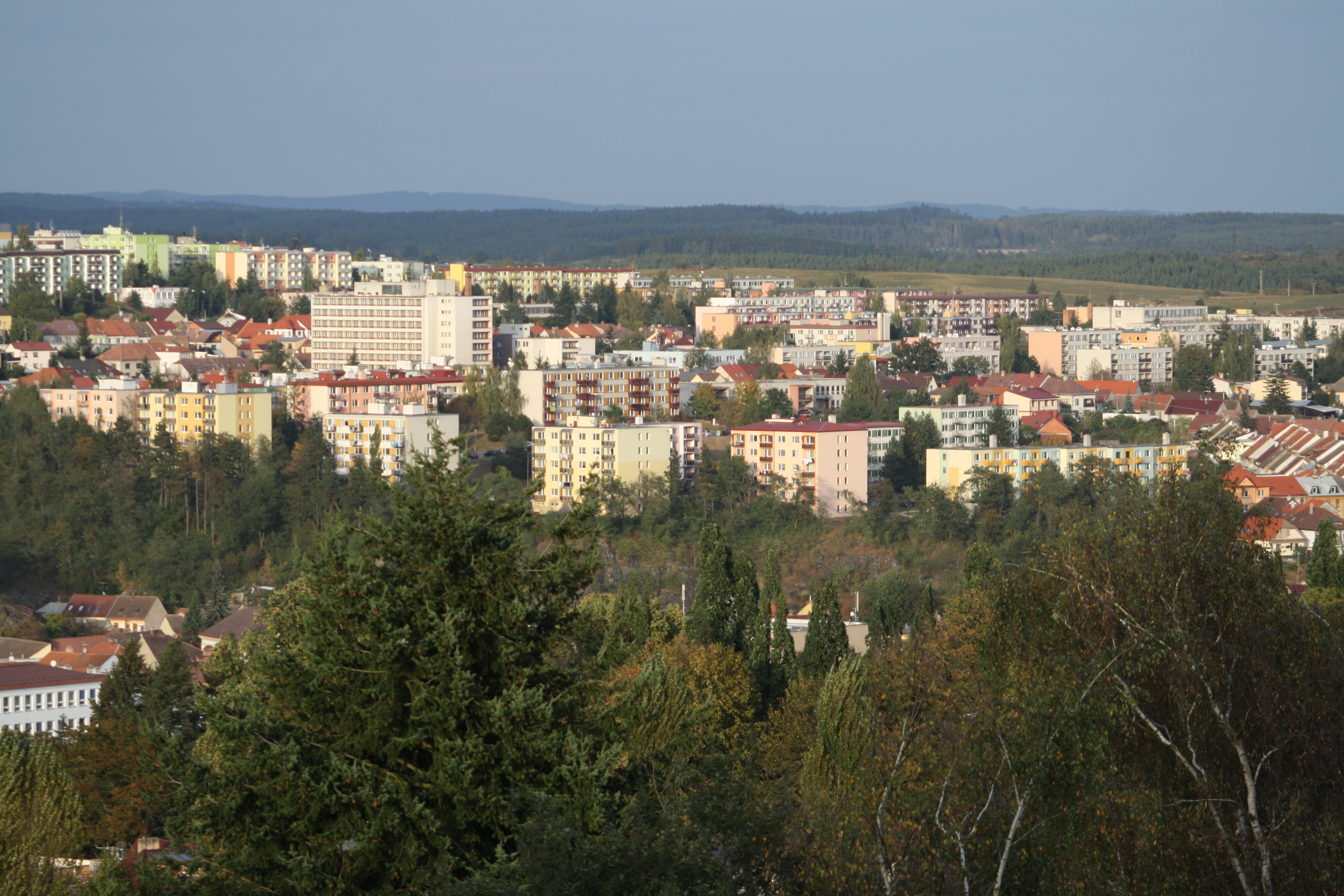
Marijánka lakótelep

- Patrik Eliáš – olimpiai bronzérmes válogatott hokijátékos, a New Jersey Devils játékosa
- Martin Erat – olimpiai bronzérmes válogatott hokijátékos, a Nashville Predators játékosa

Művészek:
- Ladislav Novák (1925-1999) – szürrealista festő és író
- Miroslav Donutil – népszerű színművész, a Prágai Nemzeti Színház tagja

Politikusok:
- Dr. Jaroslav Zvěřina – szexológus, kandidátus, 2004-2009 közöttaz Európai Parlament képviselője
- Ludvík Svoboda tábornok (1895-1979) – 1934-1935 között a magyar nyelv professzora a katonai akadémián, Csehszlovákia 7. elnöke

Egyéb:
- Antonín Kalina (1902–1990) Világ Igaza, a buchenwaldi koncentrációs táborban több mint 900 gyermek életét mentette meg

## Sport
Třebíči jó néhány alkalom kínálkozik sportolásra: két atlétikai stadion, két futballpálya, uszoda, műfüves téli stadion, baseball pálya, fedett és nyitott minigolf pályák, néhány teniszpálya, pétanque pályák, hokipályák, kosárlabdapályák és néhány asztalitenisz-asztal. A helyi jégkorongcsapat, a SK Horácká Slavia Třebíč az első osztályban játszik, a HFK Třebíč focicsapat a D divízióban lép pályára, ami a negyedik legnagyobb focitorna, a Třebíč Nuclears baseballcsapat pedig a Cseh-Morva Ligában játszik. A város eredményes sportolónője Naděžda Dobešová bowlingozó, aki többször az év, sőt az évszázad bowlingjátékosa címet is elnyerte, Pavel Padrnos kerékpáros, aki a Discovery Channel Pro Cycling Team csapatában versenyez, Filip Trojan futballista, aki volt már a VfL Bochum és a Schalke 04 játékosa valamint Patrik Eliáš, Martin Erat és Marek Laš hokijátékos. Minden évben megrendezésre kerül a FIA rali bajnokság.

## Testvérvárosok
- Oschatz, Németország
- Lilienfeld, Ausztria
- Homonna, Szlovákia

## Fordítás
- Ez a szócikk részben vagy egészben  a   Třebíč című cseh Wikipédia-szócikk ezen változatának fordításán alapul.  Az eredeti cikk szerkesztőit annak laptörténete sorolja fel. Ez a jelzés csupán a megfogalmazás eredetét és a szerzői jogokat jelzi, nem szolgál a cikkben szereplő információk forrásmegjelöléseként.